# Carl Wilhelm Ludwig Bruch
Carl Wilhelm Ludwig Bruch (°1 mei 1819, Mainz; † 4 januari 1884 in Heppenheim (Bergstraße)) was een Duitse anatoom.
Hij studeerde aan de Universiteit van Gießen, en aan de Humboldtuniversiteit te Berlijn. In 1842 promoveerde hij in de geneeskunde. In 1845 werd hij privaatdocent bij de vooraanstaande anatoom Friedrich Gustav Jakob Henle. In 1855 verhuisde hij naar Gießen, in 1860 ging hij met vervroegd pensioen 
Met zijn publicatie Die Diagnose der bösartigen Geschwülste sluit hij aan bij het werk van Johannes Peter Müller op het gebied van microscopische tumordiagnose. In 1844 beschreef hij het breukmembraan dat naar hem werd genoemd.

## Eponiem
- Membraan van Bruch, deel van het menselijk oog.

## Publicaties
- Die Diagnose der bösartigen Geschwülste (“Diagnose van kwaadaardige tumoren”)
- Über die Befruchtung des thierischen Eies und über die histologische Deutung desselben (“Over de bevruchting van dierlijke eieren en de histologische interpretatie ervan”). Mainz 1855
- Vergleichende Osteologie des Rheinlachses (salmo salar L.) mit besonderer Berücksichtigung der Myologie nebst einleitenden Bemerkungen über die skelettbildenden Gewebe der Wirbelthiere (“Vergelijkende osteologie van de Rijnzalm (salmo salar L.), met bijzondere verwijzing naar myologie en inleidende opmerkingen over het skeletweefsel van de gewervelden”). Mainz 1861.